# Onward (album)
Onward è il 25° album in studio del gruppo space rock britannico Hawkwind, pubblicato nel 2012.

## Tracce
1. Seasons – 5:37
2. The Hills Have Ears – 5:08
3. Mind Cut – 4:54
4. System Check – 1:06
5. Death Trap (originariamente pubblicata su PXR5) – 3:31
6. Southern Cross – 6:41
7. The Prophecy – 4:11
8. Electric Tears – 0:56
9. The Drive By – 4:39
10. Computer Cowards – 5:25
11. Howling Moon – 2:11
12. Right to Decide (bonus track live) – 6:30
13. Aerospace Age (bonus track live) – 5:51
14. The Flowering of the Rose (bonus track live) – 8:21
15. Trans Air Trucking – 2:36
16. Deep Vents – 0:32
17. Green Finned Demon – 5:25
18. . – 7:54

## Formazione
- Dave Brock - chitarra, sintetizzatore, voce, basso
- Niall Hone - basso, sintetizzatore, sampler, chitarra
- Mr. Dibs - basso, voce
- Tim Blake - tastiere, theremin, basso
- Jason Stuart - tastiere (12-14)
- Huw Lloyd-Langton - chitarra (2)